# Río Cuareim
 Il Río Cuareim (in portoghese Rio Quaraí) è un fiume, affluente di sinistra dell'Uruguay; scorre tra l'estremo sud del Brasile, nello stato di Rio Grande do Sul, e il nord-est dell'Uruguay, nel dipartimento di Artigas. Per gran parte del suo corso costituisce la frontiera naturale tra i due stati.
Il fiume ha una lunghezza totale di 351 km, e tra la sorgente e la foce presenta un dislivello di 326 m. Il bacino idrico occupa una superficie approssimativa di 14865 km², dei quali 8258 km² si trovano in territorio uruguaiano (55% del totale) e 6607 km² sono ubicati entro i confini brasiliani. Il regime naturale del Río Cuareim è caratterizzato da rapidi picchi di crescita e calo della portata, che possono causare frequenti inondazioni. La maggior parte dell'acqua prelevata è destinata alla coltivazione del riso, specialmente nel basso corso del fiume; la zona più a monte è invece caratterizzata da pascoli adatti all'allevamento del bestiame. Le colture diverse dal riso costituiscono una percentuale molto bassa della richiesta d'acqua nel bacino idrografico.
Il Río Cuareim è attraversato da due ponti stradali: il Puente Internacional de la Concordia unisce la città uruguaiana di Artigas, capoluogo dell'omonimo dipartimento, con quella brasiliana di Quaraí, mentre il Puente Internacional Bella Unión – Barra do Quaraí unisce le due città di Bella Unión e di Barra do Quaraí nei pressi della confluenza con il fiume Uruguay.